# Friedrich Hayn
Friedrich Karl Traugott Hayn (Zwickau, 14 de maio de 1863 – Leipzig, 9 de setembro de 1928) foi um astrônomo alemão.
Estudou astronomia de 1883 a 1888 na Universidade de Leipzig e na Universidade de Göttingen. Escreveu em artigo na Encyklopädie der mathematischen Wissenschaften.